# Райський монастир
Монастир блаженного мученика Миколая Чарнецького в Раю (ЗБМ) — монастир Української греко-католицької церкви в с. Рай Тернопільської области.

## Історія
Заснування та діяльність Згромадження Братів Милосердя УГКЦ
Згромадження Братів Милосердя УГКЦ є українською філією міжнародного Religious Center Congregation Brothers of Charity. Метою Згромадження є служіння через євангельські ради, а також турбота про літніх та хворих людей, виховання та навчання дітей з інвалідністю.
Засновник Згромадження — бельгійський священник Петрус Жозеф Тріст. У 1803 році він заснував Згромадження Сестер Милосердя, а в 1807-му — чоловіче Згромадження Братів Милосердя. На сьогодні Згромадження діє в 30 країнах світу.
У 1995 році єпископ Михаїл Колтун запросив братів із Бельгії заснувати дім у своїй єпархії. Після кількох років перемовин, проєкт розпочався у 2002 році. 17 квітня 2007 року владика Василій Семенюк благословив створення монастиря блаженного Мученика Миколая Чарнецького.
Під монастир було відведено колишній палац Потоцьких у селі Рай, який раніше був дитячим будинком. Це — перший монастир Згромадження Братів Милосердя в Україні.
У 2010 році в монастирі оселилися троє братів-милосердя з Бельгії. Ігуменом є брат Іван (Рене) Де Роек.
Наразі в монастирі опікуються 13 особами з інвалідністю. Деякі з них живуть там постійно, інші відвідують монастир на денному стаціонарі. Для допомоги у догляді за підопічними, монастир наймає вихователів, кухаря та водія.

## Настоятелі
- брат Іван (Рене) Де Роек,
- о. Володимир Люшняк.